# Heterocithara bilineata
Heterocithara bilineata é uma espécie de gastrópode do gênero Heterocithara, pertencente à família Mangeliidae.